# Charlyne Yi

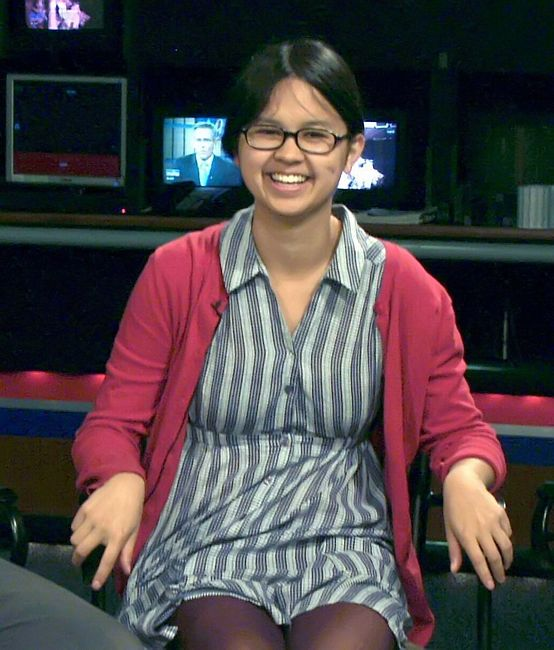
Charlyne Yi (2009)

Charlyne Amanda Yi (* 4. Januar 1986 in Los Angeles, Kalifornien) ist eine US-amerikanische Person im Bereich der Schauspielerei, Musik und Komik.

## Leben
Charlyne Amanda Yi identifiziert sich als genderfluide Person und benutzt die Pronomen they/them. Yi hat philippinische, mexikanische und koreanische Wurzeln und besuchte die University of California, Riverside.
Yi spielt unter anderem die Rolle der Dr. Chi Park in der Fernsehserie Dr. House.
Mit Paul Rust bildet Yi die Band The Glass Beef. Das Debütalbum wurde mit dem Namen The Farewell Album veröffentlicht. Die Band spielte unter anderem 2009 im Upright Citizens Brigade Theatre in Chelsea, Manhattan.

## Filmografie (Auswahl)
- 2007: 30 Rock (Fernsehserie, Folge The C Word)
- 2007: Beim ersten Mal (Knocked Up)
- 2007: Cold Case – Kein Opfer ist je vergessen (Cold Case, Fernsehserie, Folge Stand Up and Holler)
- 2008: Cloverfield
- 2008: Semi-Pro
- 2008: Miss Guided (Fernsehserie, Folge Pool Party)
- 2009: Verrückt nach Steve (All About Steve)
- 2010: Fast (Kurzfilm)
- 2010: Yo Gabba Gabba! (Fernsehserie, Folge Treasure)
- 2011: Love Bites (Fernsehserie, 2 Folgen)
- 2011–2012: Dr. House (House, M.D., Fernsehserie, 21 Folgen)
- 2012: Immer Ärger mit 40 (This Is 40)
- 2014: The Last Time You Had Fun
- 2015: Looking (Fernsehserie, Folge Looking for a Plot)
- 2015: Apple: Backstage (Kurzfilm)
- seit 2015: Steven Universe (Fernsehserie, Stimme)
- 2015: We Bare Bears (Fernsehserie, Folge Chloe, Stimme)
- 2016: Love (Fernsehserie, 3 Folgen)
- 2017: Twin Peaks (Fernsehserie, Staffel 3, Folge 15)
- 2017: Lucifer (Fernsehserie, 2 Folgen)
- 2018: Next Gen – Das Mädchen und ihr Roboter (Next Gen, Stimme)
- 2018: Puppet Master: Das tödlichste Reich (Puppet Master: The Littlest Reich)
- 2018: Manhattan Queen (Second Act)
- 2019: VHYes
- 2019: Jexi
- 2020: Trolls World Tour (Stimme)
- 2021: Happily
- 2021: Die Mitchells gegen die Maschinen (The Mitchells vs. the Machines, Stimme)
- 2022: Guillermo del Toro’s Cabinet of Curiosities (Fernsehserie, Folge Die Besichtigung)